# Bolgár ortodox egyház
A Bolgár Ortodox Egyház egy autokefál ortodox egyház, mely Bulgáriában székel.

## Története
870-ben jött létre, mint a konstantinápolyi egyház autonóm része, székhelye Pliszka volt, vezetőjének rangja pedig érsek. Az egyház liturgiai nyelve a görög volt, ezt váltotta fel 893-ban az egyházi szláv nyelv.
919-től önálló (autokefál), vezetője pátriárkai rangot vett fel. Ezt a konstantinápolyi egyház 927-ben ismerte el. Az egyház székhelye Preszlavba helyeződött át.
Miután a bizánciak meghódították Bulgáriát 1018-ban, a bolgár egyház vezetőjének rangja pátriárkából érsekké lett csökkentve, az egyházi székhely Ohrid lett. Az önálló Ohridi Érsekség egészen 1767-ig létezett, amikor ismét a konstantinápolyi egyház szerves része lett.
Miután Bulgária visszaszerezte önállóságát a bizánci uralom után, a bolgár cárok szerették volna visszaállítani a pátriárkai rangú bolgár egyházat. 1186-ban az Ohridi Érsekségtől független új érsekség, a Tarnovói Érsekség került megalapításra. A Tarnovói Érsekséget azonban a többi ortodox egyház nem-kanonikusnak tartotta, s nem ismerte el. A problémát 1203-ban Kalojan bolgár cár úgy oldotta meg, hogy unióra lépett Rómával, ezzel a Tarnovói Érsekségből keleti-katolikus egyházat hozva létre. Az unió egészen 1235-ig tartott, amikor az Érsekség szakított Rómával, visszatért az ortodox egyházak közé, ezt immár elismerte a többi ortodox egyház is. Az egyház vezetőjének pátriárkai méltóságát szintén elismerték. Az Ohridi Érsekség nem lett betagozva az új Tarnovói Pátriárkátus alá, hanem folytatta önálló létezését.
Miután a törökök 1393-ban meghódították Tarnovót, a Tarnovói Pátriárkátus megszűnt, a konstantinápolyi egyház szerves része lett. Egyedüli bolgár ortodox felekezetként az Ohridi Érsékség maradt fenn, mely egészen 1767-ig meg tudta őrizni önállágát. 1767-ben azonban az Ohridi Érsekséget is megszüntették, s a konstantinápolyi egyház alá rendelték.
A bolgár felszabadítási mozgalom egyik fő követelése volt a XIX. sz. folyamán az önálló bolgár egyház visszaállítása. Végül is sikerült elérni, hogy 1870-ben szultáni rendelettel visszaállítsák bolgár egyházat, Bolgár Exarchátus név alatt, Isztambul székhellyel. Ezt a lépést a konstantinápolyi egyház és más ortodox egyházak nem ismerték el, a Bolgár Exarchátust nem-kanonikus, szakadár felekezetnek tartva.
A Bolgár Exarchátus 1913-ban székhelyét áthelyezte Isztambulból Szófiába. Az egyházat csak 1945-ben ismerte el a konstantinápolyi egyház és más ortodox egyházak. 1953-ban az egyház nevét Bolgár Pátriárkátusra változtatta, azóta vezetőjének rangja ismét pátriárka.

## Szervezete
14 főegyházmegyéből áll, mindegyik élén érsek-metropolita áll. A mindenkori bolgár pátriárka egyben a Szófiai Főegyházmegye érsek-metropolitája is.
A 14 főegyházmegye közül 12 a mai Bulgária területét fedi le, 2 pedig külföldön található: az egyik az Amerikai-Ausztráliai Főegyházmegye New York székhellyel, a másik pedig a Nyugat- és Közép-Európai Főegyházmegye Berlin és Budapest székhellyel.
Nem tartozik egyik főegyházmegyéhez sem, hanem közvetlenül a bolgár pátriárka alatt van a bukaresti és az isztambuli bolgár ortodox egyházközség, valamint Bulgáriában a Rilai kolostor, a Bacskovói kolostor, a szófiai Hittani Akadémia (egyetem) és a szófiai Alekszandr Nyevszkij-székesegyház.

## Szakadások

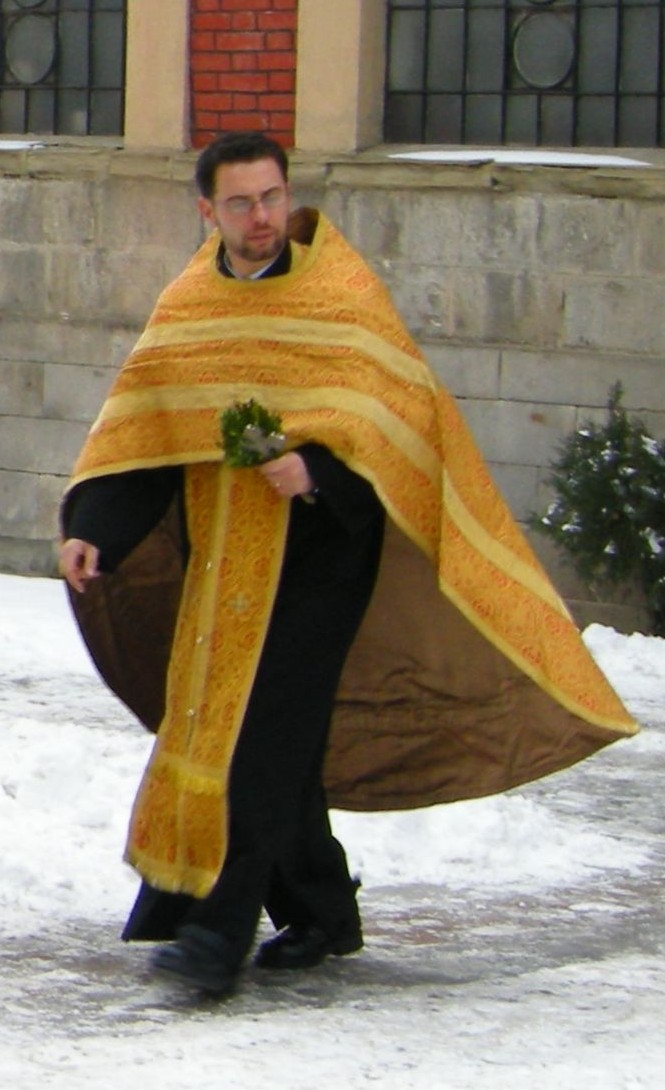
Bolgár pap

A hívek kb. 1%-a csatlakozott Rómához. Ezek a bolgár görögkatolikus egyház és a Macedón Görögkatolikus Egyház néven ismert uniátus keleti katolikus egyházak.
A Bolgár Ortodox Egyház 1968-ban áttért a juliánus naptárról a javított juliánus naptárra (más néven újnaptár; ez látszólag azonos a gregoriánus naptárral, mivel a dátumhoz kötött ünnepeket aszerint tartja, azonban a Húsvétot és a Pünkösdöt, az ezek időpontjától függő többi mozgó ünnepet, valamint az egész évközi liturgikus rendet a julianus naptár szerint ünnepli). Ezt a hívek egy része nem fogadta el, s önállósította magát. Ez a csoport végül is jogilag 1990-ben szakadt el, új felekezetet alapítva Bolgár Ónaptáros Ortodox Egyház név alatt, mely jelenleg 20 templommal és kolostorral rendelkezik.
A kommunizmus bulgáriai bukása után szakadás következett be a Bolgár Ortodox Egyházban. A hívek egy része Pimen érsekkel az élükön 1991-ben, az akkor hatalmon lévő jobboldali kormány aktív támogatásával, kijelentette, hogy Makszim pátriárkát a kommunista hatóságok választották meg 1971-ben, így megválasztása semmis, ezért új pátriárka-választásra van szükség. Az új választáson, melyet Makszim hívei bojkottáltak, Pimen érseket választották meg.
Bár Szófiában és néhány nagyvárosban Pimenhez csatlakozik az egyházközségek többsége, országos méretben Makszim hívei maradnak többségben. Makszim pátriárka helyzetét erősíti úgyszintén az a tény, hogy a többi kanonikus ortodox felekezet, köztük a legjelentősebb konstantinápolyi egyház és a Moszkvai Egyház is őt ismeri el legitímnek, Pimennel minden közösséget megtagadnak, szakadárnak nyilvánítva Piment és híveit.
A nemzetközi elismertség hiánya, a belső politikai támogatottság csökkenése (a jobboldal megszünteti Pimen aktív támogatását, majd II. Simeon excár is határozottan Makszim pátriárka mellett áll ki), valamint Pimen ellenpátriárka halála után, a Makszim pátriárka féle vezetőség gyakorlatilag az összes egyházközséget és templomot visszaszerzi. Ebben segítségére van az új bolgár egyházügyi törvény, mely különleges státuszt biztosít a Bolgár Ortodox Egyháznak: míg az összes többi bulgáriai felekezet bírósági bejegyzés alá tartozik, addig a Bolgár Ortodox Egyház státusza ex lege, azaz magából a törvényből fakadó. Ennek következtében a Pimen-féle vezetőség addigi bírósági bejegyzése (melyet még 1991-ben értek el, az akkori kormány aktív támogatásával) semmissé válik, az új törvény pedig eleve a Makszim-féle vezetőséget jegyzi be.
A Bolgár Ortodox Egyház USA-ban és Kanadában lévő egyházközségeinek nagyobb része az utóbbi harminc év folyamán kilépett a Bolgár Ortodox Egyházból és csatlakozott az amerikai ortodox egyházhoz, melyen belül önálló bolgár püspökség létesült.

## A Bolgár Ortodox Egyház Magyarországon
- Magyarországi bolgár ortodox egyház